# Jean-Baptiste I Tilliard
Pour les articles homonymes, voir Tilliard.
Jean-Baptiste I. Tilliard (né en 1685 et mort à Paris le 11 novembre 1766) est un menuisier en sièges français.

## Biographie
Jean-Baptiste Tilliard, dont l'atelier est situé rue de Cléry comme bon nombre de ses confrères, travaille depuis 1730 environ pour les maisons royales en tant que menuisier ordinaire du Garde-Meuble du Roy. C'est lui qui, de 1737 à 1739, réalise trois des plus prestigieux ensembles de meubles du palais de Versailles , ceux de l'appartement de la Reine et de la Chambre et du Cabinet du roi. Entre 1751 et 1756, il fournit du mobilier au prince de Soubise pour près de 6 000 livres. Il laisse en 1764 la direction de l'atelier familial à son fils prénommé également Jean-Baptiste qui reprendra outre son estampille (ce qui rend la datation des sièges de même style difficile) sa charge de menuisier du Garde-Meuble.
Son travail est caractérisé par une puissante sculpture générale, une traverse basse de dossier à double lobe.

## Musée
- Château de Versailles